# Makam
Makam (arab. مقام – maqām) wzorzec melodyczny w tradycyjnej muzyce arabskiej. Charakterystyczne elementy makamu to skala często wykorzystująca ćwierćtony, modulację i intonację. Makamy mogą być używane w muzyce wokalnej lub instrumentalnej i nie zawierają w sobie żadnych schematów rytmicznych.

## Pochodzenie
Określenie makam pojawiło się po raz pierwszy w rozprawach napisanych w czternastym wieku przez al-Sheikh al-Safadi and Abdulqadir al-Maraghi, i od tego czasu używane jest jako pojęcie w arabskiej teorii muzyki. Zasięg występowania tego wzorca melodycznego obejmuje tereny Bliskiego Wschodu, Afryki Północnej, oraz Azji Środkowej. Wyróżniamy trzy kultury będące w jego zasięgu: Arabską, Perską oraz Turecką. 

## System strojenia
Dźwięki makam nie mieszczą się w systemie równomiernie temperowanym (oznacza to, że stosunek odległości dźwięków nie jest identyczny, jak w przypadku współczesnej muzyki zachodniej). Makam określa również tonikę, dominantę, dźwięk finalny. Określa również, które dźwięki powinny być podkreślone, a które nie.
Makamy opierają się na siedmiostopniowej skali muzycznej, która powtarza się co oktawę. Niektóre makamy posiadają 2 lub więcej alternatywnych skali. Skale makam w tradycyjnej muzyce arabskiej są mikrotonowe, nie opierają się na dwunastotonowym, równomiernie temperowanym systemie strojenia. Większość skal makam zawiera kwintę czystą lub kwartę czystą (albo obie), wszystkie oktawy również są czyste.

## Notacja muzyczna
Zapisywanie interwałów mikrotonowych jest niepraktyczne, więc uproszczona notacja muzyczna została zaadaptowana do muzyki arabskiej na początku XX wieku. W porównaniu do 12-dźwiękowej półtonowej, równomiernie temperowanej skali chromatycznej, arabska skala ćwierćtonowa posiada 24 dźwięki. W tym systemie wszystkie dźwięki skali makam są zaokrąglane do najbliższego ćwierćtonu.
Ten system zapisu nie jest dokładny, ponieważ nie uwzględnia niuansów mikrotonowych, jest za to praktyczny, ponieważ pozwala zapisać makam w standardowej notacji muzycznej. Ćwierćtony mogą być zapisane poprzez użycie znaku pół-bemola lub pół-krzyżyka.